# Abbaye de Sweetheart
L’abbaye de Sweetheart est une ancienne abbaye cistercienne située dans le village de New Abbey, dans l'ouest de l'Écosse
Elle est fondée en 1275 à l'initiative de Derborgail de Galloway, ce qui en fait la dernière abbaye cistercienne médiévale à être fondée en Écosse. Ce sont les moines de Glenluce qui sont sollicités pour fonder l'abbaye, en construire les bâtiments et y prier.
Elle est définitivement fermée en 1624. Ses ruines importantes en font un monument renommé de la région.

## Localisation

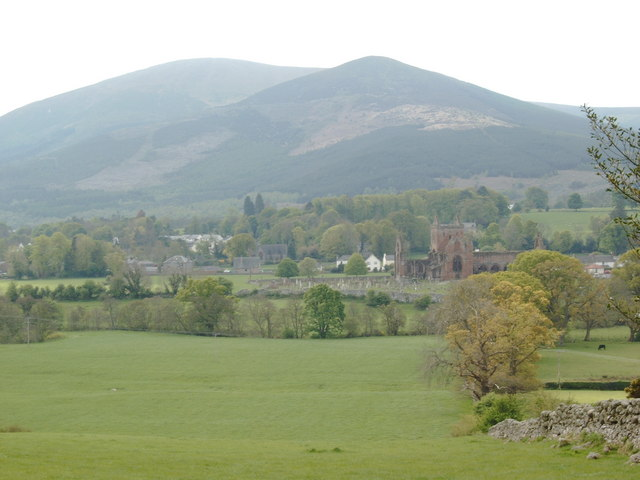
Vue d'ensemble du site de l'abbaye, avec le Criffel à l'arrière-plan.

L'abbaye de Sweetheart est localisée dans le village de New Abbey, entre ce dernier et le cimetière. Le village lui-même est situé sur la rive droite de l'estuaire de la Nith, à une dizaine de kilomètres au sud de Dumfries et à peu près à la même distance au nord du sommet du Criffel,.

## Histoire

### Fondation et toponymie

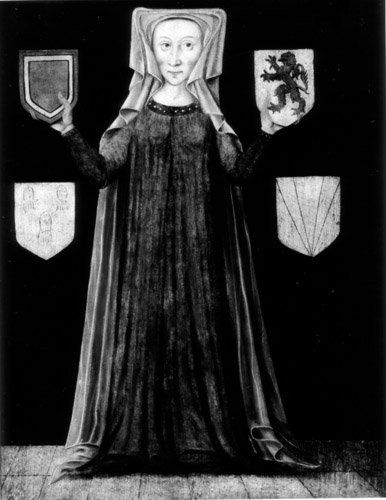
Portrait de la bienfaitrice originelle de l'abbaye, Derborgail de Galloway.

À la mort de Jean de Bailleul, sa veuve Derborgail de Galloway est inconsolable ; elle fait embaumer le cœur de son époux et le conserve dans une cassette. Elle décide le 10 avril 1273 de faire construire une abbaye afin d'y déposer cette cassette et que la communauté monastique prie pour le repos de l'âme de son mari,.
À sa propre mort en 1289 ou 1290, Derborgail est enterrée devant l'autel de l'église, serrant le cœur de son bien-aimé sur sa poitrine. L'abbaye trouve dans cette origine son nom : en latin Dulce Cor, en anglais Sweetheart, en gaélique écossais An Abaid Ur,,.

### Moyen Âge
Le premier abbé de Sweetheart se nomme Henry. Son œuvre de construction se heurte aux Guerres d'indépendance de l'Écosse, durant lesquelles le roi Édouard Ier en personne loge d'ailleurs à l'abbaye en 1300. Ces guerres ruinent en partie l'abbaye et nécessitent des réparations importantes, estimées à plus de cinq mille livres, notamment à cause de l'incendie des granges et destructions d'autres bâtiments. Ces travaux sont principalement financés par Archibald Douglas au milieu du XIVe siècle,,.
La famille Maxwell de Kirkconnell est également comptée parmi les principaux bénéficiaires de l'abbaye. Au début du XVIe siècle, le monument au couple fondateur est reconstruit dans un style plus monumental, mais ce nouveau monument est détruit lors de la Réforme,. En 1397, la foudre frappe l'abbaye et provoque un incendie qui endommage fortement les bâtiments.

### La fin de l'abbaye
Le plus célèbre abbé de Sweetheart est le dernier, Gilbert Broun ou Brown, qui est en fonction de 1565 à 1605. Il est le seul abbé commendataire de Sweetheart et succède à John Brown, dernier abbé régulier. Malgré son statut d'abbé commendataire, il est un fervent défenseur du catholicisme face à la foi réformée, il est attaqué à de multiples reprises, et contraint à l'exil de 1586 à 1588, puis en 1589. Mais sa présence permet à l'abbaye de connaître une fin plus progressive que la plupart des établissements cisterciens écossais. Il finit toutefois par être arrêté, jugé à Édimbourg et condamné à l'exil. De 1605 à sa mort en 1612, il est recteur du Collège des Écossais à Paris, avec un dernier intermède de séjour à Sweetheart en 1608 et 1609. En 1624, le monastère est officiellement dissous et les bâtiments échoient à John Spottiswoode,,.

### Après la dissolution

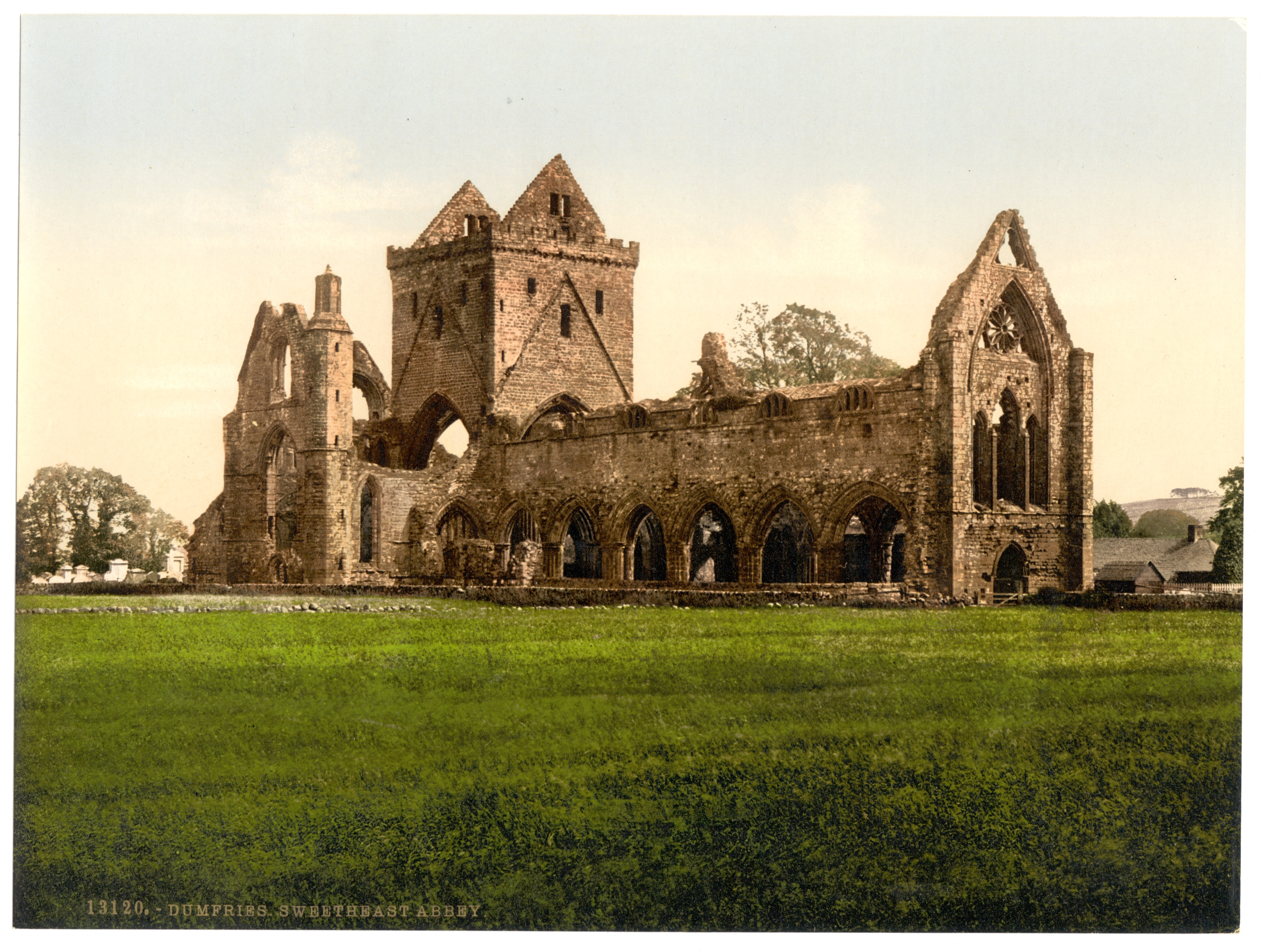
Les ruines de l'église abbatiale dans les années 1890.

Une grande partie des bâtiments est utilisée après 1624 comme carrière de pierres, particulièrement pour construire les maisons du village voisin,. La vocation religieuse du site demeure, mais c'est l'ancien réfectoire qui est utilisé comme église paroissiale jusqu'en 1731 ; à cette date, il est détruit et une autre église paroissiale est construite. Ce dernier édifice est détruit à son tour en 1877 pour laisser la place à l'actuelle église paroissiale.
Dès 1779, une prise de conscience de la valeur patrimoniale de l'édifice émerge et un premier acte de protection est publié. Durant cent cinquante ans, l'abbaye reste propriété privée puis, en 1928, les propriétaires remettent les bâtiments à l'État.

## Architecture

### Monastère médiéval

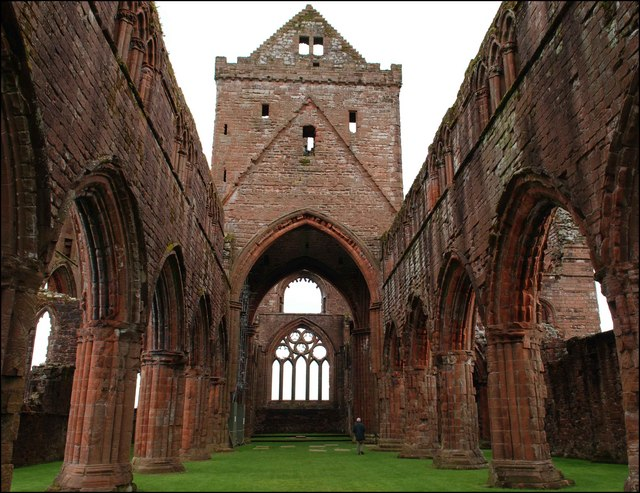
La nef de l'église abbatiale.

La plus visible caractéristique architecturale de l'abbaye est sa couleur rouge, due au grès local employé pour sa construction.
L'église souhaitée par Derborgail est imposante, avec une longueur de 203 pieds, soit 62 mètres. La tour centrale qui couronne la croisée du transept est haute de 92 pieds, soit 28 mètres.
Vers 1300, Archibald Douglas finance des réparations et travaux de reconstruction de l'abbaye.

### Ruines contemporaines
De l'abbaye médiévale restent principalement la salle capitulaire, la librairie et surtout une grande partie de l'église. Le mur d'enceinte qui enclôt un domaine de trente acres ou environ douze hectares est également encore largement visible.